# Pintalia variegata
Pintalia variegata är en insektsart som först beskrevs av Fabricius 1803.  Pintalia variegata ingår i släktet Pintalia och familjen kilstritar. Inga underarter finns listade i Catalogue of Life.